# Episodi di The Crisis (seconda stagione)
La seconda e ultima stagione della serie televisiva The Crisis è andata in onda negli Stati Uniti dal 1º ottobre 1964 al 1º luglio 1965 sulla NBC.
| nº | Titolo originale                 | Prima TV USA     | Titolo italiano | Prima TV Italia |
| -- | -------------------------------- | ---------------- | --------------- | --------------- |
| 1  | The World I Want                 | 1º ottobre 1964  |                 |                 |
| 2  | Operation Greif                  | 8 ottobre 1964   |                 |                 |
| 3  | A Lion Amongst Men               | 22 ottobre 1964  |                 |                 |
| 4  | That He Should Weep for Her      | 5 novembre 1964  |                 |                 |
| 5  | The Kamchatka Incident           | 12 novembre 1964 |                 |                 |
| 6  | The Jack is High                 | 19 novembre 1964 |                 |                 |
| 7  | Graffiti                         | 26 novembre 1964 |                 |                 |
| 8  | One Tiger to a Hill              | 3 dicembre 1964  |                 |                 |
| 9  | Threepersons                     | 10 dicembre 1964 |                 |                 |
| 10 | The Gun                          | 24 dicembre 1964 |                 |                 |
| 11 | The Wine-Dark Sea                | 31 dicembre 1964 |                 |                 |
| 12 | In Darkness, Waiting (1)         | 14 gennaio 1965  |                 |                 |
| 13 | In Darkness, Waiting (2)         | 21 gennaio 1965  |                 |                 |
| 14 | That Time in Havana              | 11 febbraio 1965 |                 |                 |
| 15 | Four into Zero                   | 18 febbraio 1965 |                 |                 |
| 16 | Streetcar, Do You Read Me?       | 25 febbraio 1965 |                 |                 |
| 17 | The Last Clear Chance            | 11 marzo 1965    |                 |                 |
| 18 | Won't It Ever be Morning?        | 18 marzo 1965    |                 |                 |
| 19 | Nobody Will Ever Know            | 25 marzo 1965    |                 |                 |
| 20 | The Green Felt Jungle            | 1º aprile 1965   |                 |                 |
| 21 | Rapture at Two-Forty             | 15 aprile 1965   |                 |                 |
| 22 | Jungle of Fear                   | 22 aprile 1965   |                 |                 |
| 23 | Kill No More                     | 29 aprile 1965   |                 |                 |
| 24 | The Long Ravine                  | 6 maggio 1965    |                 |                 |
| 25 | The Easter Breach                | 13 maggio 1965   |                 |                 |
| 26 | The Safe House                   | 20 maggio 1965   |                 |                 |
| 27 | Twixt the Cup and the Lip        | 3 giugno 1965    |                 |                 |
| 28 | The Trains of Silence            | 10 giugno 1965   |                 |                 |
| 29 | Kill Me on July 20th             | 17 giugno 1965   |                 |                 |
| 30 | The Rise and Fall of Eddie Carew | 24 giugno 1965   |                 |                 |
| 31 | Connery's Hands                  | 1º luglio 1965   |                 |                 |

## The World I Want
- Diretto da:
- Scritto da:

### Trama
- Guest star: Albert Dekker (Karl Hesse), Patricia Hyland (Fern), Sal Mineo (Ernie), Jo Van Fleet (Hilda Hesse), Pat Renella (detective), Richard Venture (detective), Leonard Nimoy (Mr. Brody)

## Operation Greif
- Diretto da:
- Scritto da:

### Trama
- Guest star: Claudine Longet (Marie Ange), Claude Akins (sergente Phil Henning), Don Dubbins (capitano Shale), Peter Helm (Cutler), Karl Held (German Captain), Nicholas Colasanto (MP), Thomas Bellin (MP), Ray Montgomery (capitano), Michael Masters (German Sergeant), Ralph Thomas (sentinella), Bart Conrad (Interrogator), Arlette Clark (moglie), John Bleifer (coltivatore), Robert Goulet (Larry Brubaker), Linden Chiles (Buttel), Charles Maxwell (German Colonel)

## A Lion Amongst Men
- Diretto da:
- Scritto da:

### Trama
- Guest star: Ron Hayes (sergente Dave Willett), Arch Johnson (Charlie Morris), Robert Pine (Dennis Wentworth), Tommy Sands (Eddie Riccio), Keva Page (Shirley), Mimsy Farmer (Jean), Linda Leighton (Peggy Stanton), Quinn O'Hara (Billie), Peter Duryea (Victor Palchek), James Whitmore (Will Stanton)

## That He Should Weep for Her
- Diretto da:
- Scritto da:

### Trama
- Guest star: Berkeley Harris (Pike), Alejandro Rey (Juano Herrera), Carol Lawrence (Marta Aviles), Milton Berle (Sam Morris)

## The Kamchatka Incident
- Diretto da:
- Scritto da:

### Trama
- Guest star: Larry Kert (capitano Don Ferruzzi), Frank Maxwell (Albert Perkins), Divima (Aline Permenter), Richard X. Slattery (sergente Wade Muller), Byron Keith (colonnello Gruen), Gregory Gaye (Ministro russo), Patrick Waltz (Ufficiale americano), Eddie Peterson (giocatore), Ron Brown (giocatore), George Dega (Russian Officer), Robert Rothwell (operatore radio), Kenneth Lowry (Flight Attendant), Danny Klega (operatore radar russo), Chris Nakasaki (Kenny), Glenn Turnbull (Pete Fields), Don Paulin (Lee), James Victor (operatore radar statunitense), John Forsythe (maggiore William Livingston), Leslie Parrish (Susan King), Roger Perry (capitano Gordon Roberts), Malachi Throne (Nikolai Brovko), Tsu Kobayashi (Mrs. Tano)

## The Jack is High
- Diretto da:
- Scritto da:

### Trama
- Guest star: Harry Bellaver (Fred Brennan), Pat O'Brien (ispettore Dan Zarilla), Michael MacReady (Joe Swerbul), William Bramley (Biff Mueller), Indus Arthur (Lois Brennan), Sigrid Valdis (Ruby), Joe Finnigan (Theatre Manager), Owen Bush (conducente), William Keene (capitano), Edwin Mills (Cooley), Louis Cavalier (Buzzy), Don Kennedy (poliziotto), Jay Douglas (Nugent), Ken Mayer (sceriffo), CeCe Whitney (Tigra), Larry Storch (Perry Shields), Henry Jones (Raymond Shipley), Edd Byrnes (Bill Kober), William Boyett (Caulfield)

## Graffiti
- Diretto da:
- Scritto da:

### Trama
- Guest star: Robert Ellenstein (Dendier), John Marley (Luzet), Philippe Forquet (Jules Artaud), Richard Angarola (Savateau), Louis Jourdan (colonnello Bertine)

## One Tiger to a Hill
- Diretto da:
- Scritto da:

### Trama
- Guest star: Warren Stevens (sergente Phil Hadley), Peter Brown (Chris Forrester), Barry Nelson (Colin Neal), Diane McBain (Diana Weston), Linda Burton (donna), John Crowther (Bellhop), Thalmus Rasulala (sergente di polizia), Roger Til (Jacques), Lou Byrne (Alicia Wainwright), James Gregory (tenente Wade)

## Threepersons
- Diretto da:
- Scritto da:

### Trama
- Guest star: Vincent Gardenia (Charlie Raines), Rafael Campos (Alonzo), Ralph Meeker (Harly Clay), Linda Lawson (Gracia Hernandez), Perry Lopez (Candido Gomez), John Gavin (Tom Threepersons)

## The Gun
- Diretto da:
- Scritto da:

### Trama
- Guest star: Isabel Jewell (Mrs Lyons), Michael Winkelman (Hank), Dina Merrill (Jo Andrews), Peter Lazer (Rex Andrews), George Mitchell (ladro), Francis DeSales (passante), Michael Beirne (Airman), John McLiam (Hobo), Edward Platt (paziente), Ollie O'Toole (paziente), Eddie Albert (dottor Bert Andrews)

## The Wine-Dark Sea
- Diretto da:
- Scritto da:

### Trama
- Guest star: David Sheiner (Martin Clay), Robert Ball (Blinky Hewitt), Myrna Fahey (Honora Malone), John Larkin (Foster Drake), Robert Hogan (poliziotto), Clegg Hoyt (sergente di polizia), Grazia Narciso (Mama Coletti), Roddy McDowall (Robert Benson)

## In Darkness, Waiting (1)
- Diretto da:
- Scritto da:

### Trama
- Guest star: Frederick O'Neal (Jacques Serac), Barbara Rush (Karen Lownes), Harry Townes (Richard), Neil Hamilton (Harkin), Val Avery (sergente), Jeff Cooper (Daniel), David Lewis (Alan Brossanquet), Steve London (Bassett), Byron Morrow (Leith Houser), Gilchrist Stuart (Sandy), Eric Morris (Tippo), Mort Mills (Victor Pelling), Jan Merlin (Jon), Hugh O'Brian (detective Matt Lacey), Will Corry (Wally Pitt)

## In Darkness, Waiting (2)
- Diretto da:
- Scritto da:

### Trama
- Guest star: Frederick O'Neal (Jacques Serac), Barbara Rush (Karen Lownes), Harry Townes (Richard), Neil Hamilton (Harkin), Val Avery (sergente), Jeff Cooper (Daniel), David Lewis (Alan Brossanquet), Steve London (Bassett), Byron Morrow (Leith Houser), Gilchrist Stuart (Sandy), Eric Morris (Tippo), Mort Mills (Victor Pelling), Jan Merlin (Jon), Hugh O'Brian (detective Matt Lacey), Will Corry (Wally Pitt)

## That Time in Havana
- Diretto da:
- Scritto da:

### Trama
- Guest star: Dana Wynter (Ann Palmer), Val Avery (colonnello Velasquez), Victor Jory (Conrad Easter), Frank Silvera (capitano Santos), Julian Rivero (vecchio), Ned Romero (Militiaman), Eve Marlowe (sergente Rodriguez), Clive Wayne (Tommy), Adele Palacios (Chita), Steve Forrest (Mike Taggart)

## Four into Zero
- Diretto da:
- Scritto da:

### Trama
- Guest star: Joe Mantell (Frankie Shields), Jesse White (Emil Glueck), Jack Kelly (Charles Glennon), Sue Randall (Jan Crane), Annazette Chase (cameriera), Tim Graham (Janitor), Don Kennedy (ufficiale di polizia), Bobby Johnson (Porter), Martha Hyer (Caroline Glennon), Robert Conrad (Gary Kemp)

## Streetcar, Do You Read Me?
- Diretto da:
- Scritto da:

### Trama
- Guest star: Leif Erickson (generale), Martin Milner (tenente John Corby), Jack Ging (Mike Andre), Richard Long (maggiore Ben Dawson), Don Eitner (Tanker Pilot), Fred Holliday (Duty Officer), Donald Kunzler (Boom Operator), Randy Eccles (Jeff Dawson), Robert Anderson (Petey Dawson), John Roseboro (operatore radio), Harlan Warde (colonnello), Nancy Malone (Pat Corby)

## The Last Clear Chance
- Diretto da:
- Scritto da:

### Trama
- Guest star: Otto Reichow (sergente Kurtz), Leslie Bradley (Sir Alec Bent), Susanne Cramer (Anna), Barry Sullivan (maggiore Victor Hanley), Ben Wright (German Commandant), John Lodge (comandante Tarns), Jacques Foti (Arne), Alan Caillou (capitano Windermere), Bruce Bennett (generale Adams), Glenn Corbett (tenente Christopher King)

## Won't It Ever be Morning?
- Diretto da:
- Scritto da:

### Trama
- Guest star: John Anderson (Rankin), Ben Cooper (Sam Grayson), John Cassavetes (Peter Chandler), Gena Rowlands (Lois Baxter), Than Wyenn (pubblico ministero), Jimmy Joyce (Piano Man), Barry Brooks (Court Reporter), John Hale (Medical Examiner), Charla Doherty (Shirley Rankin), Douglas Henderson (Harry Grayson), I. Stanford Jolley (Night Watchman), Carl Benton Reid (giudice), Jack Klugman (Ozzie Keefer)

## Nobody Will Ever Know
- Diretto da:
- Scritto da:

### Trama
- Guest star: David Lewis (Randolph Wetherill), Myrna Fahey (Janet Banning), Robert Quarry (Bob Detweiler), Liam Sullivan (Alan Parsons), John Willis (Coogan), Frank McGinnis (McClory), Tracy Olsen (Alison), Bara Byrnes (Joe), Jackie Deslonde (Chuck), Frank Maxwell (Jackson Burnham), Robert De Coy (Joe), Gina Grant (segretario/a), Carl Crow (Billy), Nelson Olmsted (dottor Oliver), Tom Tryon (Tom Banning), Pippa Scott (Marianne Scott), Miguel Ángel Landa (Orlando)

## The Green Felt Jungle
- Diretto da:
- Scritto da:

### Trama
- Guest star: Macdonald Carey (Elmer Pike), Richard Conte (Jack Salias), Indus Arthur (Elizabeth Pike), Larry Pennell (Phil Scanlon), Ivan Bonar (Monroe), Ken Lynch (Larry Henderson), Roland La Starza (Bugs), Harold Fong (Bert), Webb Pierce (Prescott), Walker Edmiston (George Baird), Nick Alexander (Marty), William Phipps (Frank), Inez Pedroza (Conchita Rivera), Leslie Nielsen (Paul Maytric), Michael Pate (Johnny Slato)

## Rapture at Two-Forty
- Diretto da:
- Scritto da:

### Trama
- Guest star: Ben Gazzara (Paul Bryan), Antoinette Bower (Gillian), Stella Garcia (Risa), Katherine Crawford (Leslie Thurston), Michael Rennie (Robert Thurston), Marcel Hillaire (Chauffeur), Miguel Ángel Landa (Henri), Louis Mercier (Stoss), S. John Launer (dottor Manson)
- L'episodio diede vita nell'autunno del 1965 a I giorni di Bryan (1965-1968, 86 episodi).

## Jungle of Fear
- Diretto da:
- Scritto da:

### Trama
- Guest star: Ann Blyth (Lady Mei), Warren Stevens (Alden Ritter), Robert Fuller (Rory O'Rourke), Robert Loggia (colonnello Chauvin), Harold Sakata (Ching), Tony Davis (Young Li), Susanne Cramer (Elena), Charlie Briggs (Boone Trimble), Richard Anderson (padre di General John Doe)

## Kill No More
- Diretto da:
- Scritto da:

### Trama
- Guest star: Julie Adams (Joanne Clay), Lew Ayres (dottor Thomas Clay), Morgan Jones (Chester), Robert Webber (Robert Burke), Sue England (Helen), Thalmus Rasulala (tecnico), Jason Wingreen (Savadow), Walter Woolf King (VIP), Don Dillaway (VIP), Al Ruban (guardia), Monroe Arnold (dottor Duveen), Michael Fox (Howard Link), Leonard Nimoy (Cowell), Garry Walberg (dottor Martin Sorbin)

## The Long Ravine
- Diretto da:
- Scritto da:

### Trama
- Guest star: Lisabeth Hush (Dorothy Campbell), Ken Drake (Moe Warnekenty), Andrew Prine (Chris Sandoe), Broderick Crawford (Pop Tullett), Rick Cosko (conducente del bus), Thomas Browne Henry (Whipple), Jack Lord (Paul Campbell)

## The Easter Breach
- Diretto da:
- Scritto da:

### Trama
- Guest star: Kaaren Verne (Inge), Katherine Crawford (Liese Schiff/Victoria Meinicke), Martin Kosleck (Rudi), Ilka Windish (Julia Hauptman), John Bleifer (vecchio), Elsie Baker (anziana), Albert Szabo (cameriere), Stephen Lander (Vopo), Eric Forst (dottore), Maria Schroeder (infermiera), Frank Obershall (Schpeiset), Walter Linden (tecnico), Pieter Bergema (annunciatore), Richard Beymer (Werner Schiff), Henry Cattani (Mucke)

## The Safe House
- Diretto da:
- Scritto da:

### Trama
- Guest star: Albert Paulsen (Sif Barani), Dane Clark (Saul Baratseff), John Banner (Martin Rutke), Eric Braeden (Gerd Hoffman), Norbert Meisel (uomo), Larry Cole (Franz), Albert Szabo (cameriere), Rickie Sorensen (Edward), Peter Hellman (Bodyguard), Michael Paianeff (Ballet Instructor), Martin Priest (Rafe Adeen), Henry Cattani (Karl Sturtz), Fay Wall (Edda Rutke), Francis Lederer (Jeremias Lipp), Eva Soreny (Madame)

## Twixt the Cup and the Lip
- Diretto da:
- Scritto da:

### Trama
- Guest star: Jean Hale (Lambie Lovelace), Charles McGraw (Nick Stacy), Joan Blackman (Lucille Burnside), Ethel Merman (Clara Lovelace), Ken Lowry (poliziotto), Herb Bennett (Eddie), William Tannen (Mike), John Harmon (Pogo), Lane Bradford (sergente Kubek), Lee Patterson (sergente Joe Davidson), John Hoyt (Orbin), Larry Blyden (Lester Pennell)

## The Trains of Silence
- Diretto da:
- Scritto da:

### Trama
- Guest star: Lloyd Bochner (Wolfe Hastings), Patrick Whyte (Medwin), Tippi Hedren (Lee Anne Wickheimer), Warren Stevens (Mark Wilton), Jeffrey Hunter (Fred Girard)

## Kill Me on July 20th
- Diretto da:
- Scritto da:

### Trama
- Guest star: Joan Staley (Maria), Kathryn Hays (Terry Camion), William Mims (Tim Brenner), Stefan Arngrim (Nick Camion), John Crowther (uomo), Frederick Draper (Mark), Craig Hundley (Mark), Rory Stevens (Jeff), Gilchrist Stuart (uomo), Louis Cavalier (Jack Camion), George Kirgo (Killer), William Fawcett (Robinson), Frank Wilcox (Lassiter), Don Collier (Luke Adams), Jack Kelly (Tony Camion), Sheldon Allman (Buddy Stipp)

## The Rise and Fall of Eddie Carew
- Diretto da:
- Scritto da:

### Trama
- Guest star: Stanley Adams (Pinky Ferguson), Alan Hewitt (Walden DeWitt), Sheilah Wells (Sally McClure), Jerome Cowan (Sam Becker), Roy Darmour (guardia carceraria), Eddie Hanley (Motorist), Ken Lynch (ufficiale), Ian Wolfe (Ellis Stone), Barry Kelley (Charlie), Dean Jones (Eddie Carew)

## Connery's Hands
- Diretto da:
- Scritto da:

### Trama
- Guest star: Shelly Manne (Hermy), Ric Marlow (George), Peter Breck (Wiley Bondesen), Gary Lockwood (Frank Connery), Richard Angarola (Club Owner), Don Gordon (Millard Severin), Sally Kellerman (Jean Severin), Richard X. Slattery (Lester), Francine Pyne (bionda)